# Momozono

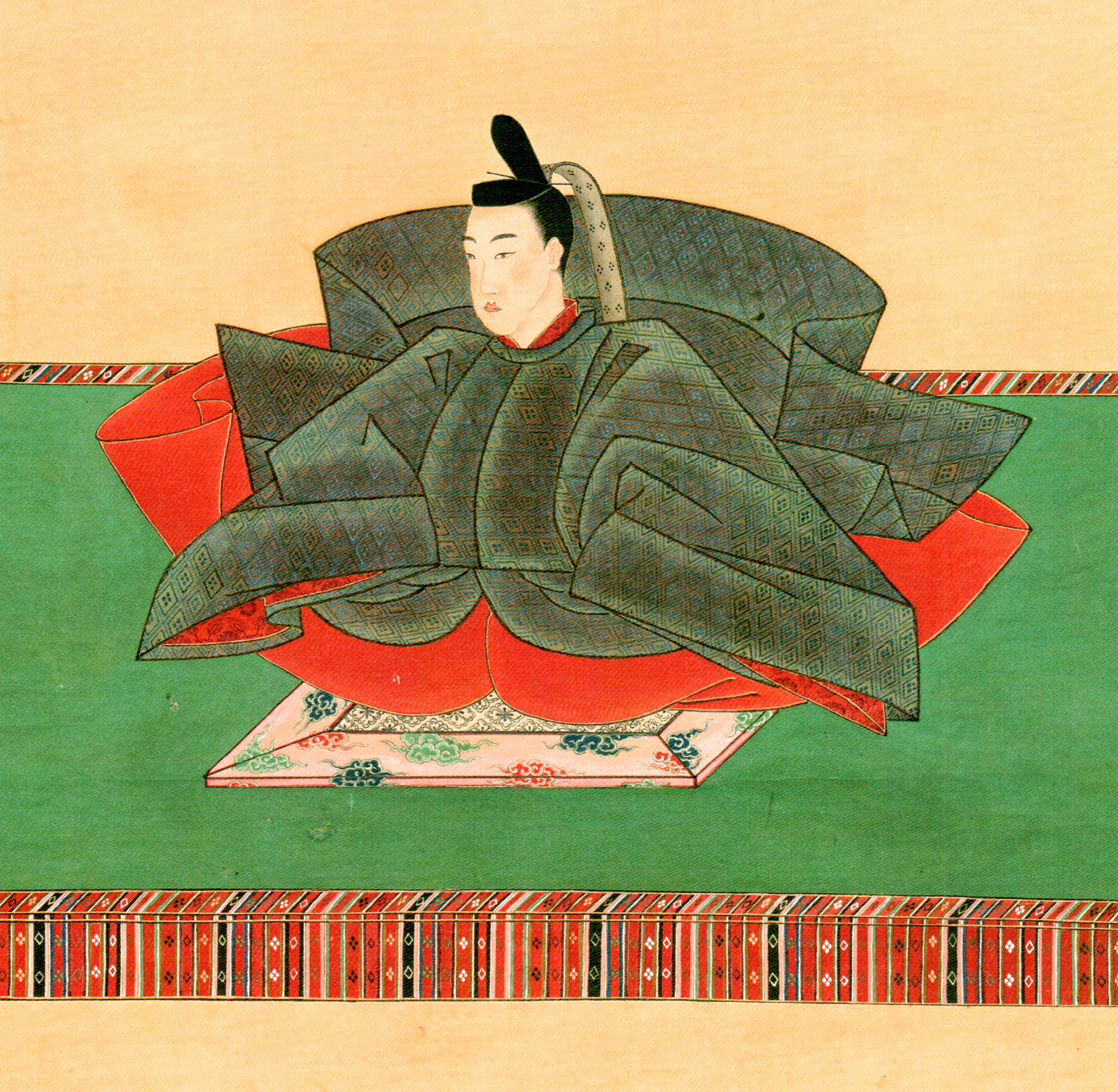
Momozono

Kaiser Momozono (jap. 桃園天皇, Momozono-tennō; * 14. April 1741; † 31. August 1762) war der 116. Tennō von Japan. Sein Eigenname lautete Tōhito (遐仁).

## Leben
Er war ein Sohn von Kaiser Sakuramachi und Anekōji Sadako (姉小路 定子). 1747 bestieg er als Nachfolger seines Vaters den Thron, er regierte bis zu seinem Tod 1762. Die eigentliche politische Macht in Japan lag aber bei den Tokugawa-Shōgunen in Edo. 
Momozono war mit Kaiserin  Ichijō Tomiko (一条 富子) verheiratet, sie hatten zwei Söhne. Einer davon war der spätere Kaiser Go-Momozono. Momozonos Grab befindet sich in Tsukinowa no misasagi (月輪陵).